# Jackson State Tigers

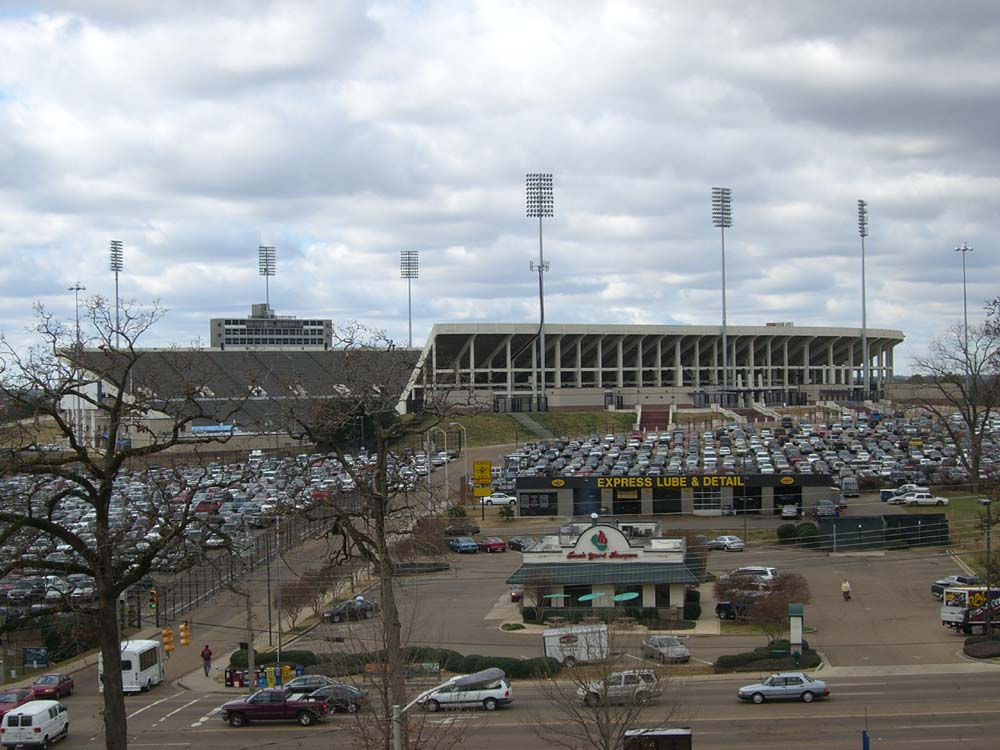
Mississippi Veterans Memorial Stadium.

Jackson State Tigers (español: Tigres de la Estatal de Jackson) es el equipo deportivo de la Universidad Estatal de Jackson, situada en Jackson, Misisipi. Los equipos de los Tigers participan en las competiciones universitarias organizadas por la NCAA, y forman parte de la Southwestern Athletic Conference. A los equipos femeninos se les denomina Lady Tigers.

## Programa deportivo
Los Tigers participan en las siguientes modalidades deportivas:
| - Masculino - Béisbol - Baloncesto - Cross - Fútbol americano - Tenis - Golf - Atletismo | - Femenino - Baloncesto - Cross - Golf - Tenis - Fútbol - Softball - Voleibol - Atletismo - Bolos |

### Baloncesto
El equipo masculino de baloncesto logró clasificarse por primera vez para el Torneo de la NCAA en 2007, pero no pasó de la primera ronda. 13 jugadores de los Tigers han llegado a la NBA, destacando el actual base de Detroit Pistons Lindsey Hunter o el ya retirado Purvis Short.

### Fútbol americano
Es quizás la sección que más éxitos ha dado a la universidad, ganando en 15 ocasiones el título de la SWAC, la última de ellas en 1996. 4 de sus jugadores han llegado a ser incluidos en el Salón de la Fama de la NFL.